# ギョッル
ギョッル（ギョル、ヨル、ギヨッドとも。古ノルド語: Gjöll）は、北欧神話に登場する川である。名前は「ざわめくもの」の意味である。
『グリームニルの言葉』には、ヴァルハラでレーラズの樹の葉を食べる牡鹿エイクスュルニルの角から滴が流れくだってフヴェルゲルミルの泉を形成し、泉からギョッル川を含む多くの川が流れ出ていると書かれている。ギョッル川は人間の側を通り、ヘルに注ぎ入るという。
『ギュルヴィたぶらかし』では、ギョッル川はヘルの垣の側を通ると書かれている。
やがてバルドルがロキの企みによって弟ヘズに殺され、ヘルに去ってしまうと、フリッグの願いを請けたヘルモーズが、スレイプニルを駆って、ギョッル川にかかったギョッル橋（ギャッラル橋）を渡るという。